# Daniel Levy (imprenditore)
Daniel Philip Levy (Essex, 8 febbraio 1962) è un imprenditore e dirigente sportivo britannico, presidente del Tottenham Hotspur.

## Biografia
Dopo aver lavorato nell'azienda di famiglia (Mr Byrite, poi ribattezzata Blue Inc.), è entrato in affari con il miliardario inglese Joe Lewis. Dal 1995 è il manager di riferimento della compagnia di investimenti ENIC Group (di proprietà del duo Lewis-Levy), specializzata nei settori delle comunicazioni e dello sport.
Nel 2001, dopo l'ingresso di ENIC nella proprietà del Tottenham Hotspur con l'acquisto di parte delle quote societarie, Levy è stato nominato nuovo presidente del club londinese. Attualmente ENIC è l'azionista di maggioranza del Tottenham, di cui detiene l'85.55% delle quote. Sotto la presidenza di Levy, il Tottenham ha avviato e completato nell'aprile 2019 la costruzione del Tottenham Hotspur Stadium, un avveniristico stadio di proprietà da 62 062 spettatori, costato 1 miliardo di sterline (compresi i costi di riqualificazione dell'intera area su cui sorge).